# باردة (غرمسار كرمان)
باردة (بالفارسية: بارده) هي قرية تقع في إيران في قسم غرمسار الریفي. يقدر عدد سكانها بـ 582 نسمة بحسب إحصاء 2016.